# Assouma Adjiké
Sanni Assouma Adjiké, est un cinéaste togolaise. Elle s'est  fait connaitre par la réalisation du court métrage Le Dilemme d'Eya.

## Biographie

### Carrière
En 1995, Assouma Adjiké,,  réalise deux courts métrages : L'Eau sacrée et Femmes Moba. 
Elle réalise son court métrage Le Dilemme d'Eya en 2002 ,. Le film a été produit par l'UNESCO et a reçu deux prix spéciaux du jury : Union Economique et Monétaire Ouest Africaine (UEMOA) et Plan International au Festival Panafricain du Cinéma et de la Télévision de Ouagadougou (FESPACO). En mai 2003, le film a été sélectionné pour être projeté à la Conférence internationale de la télévision de service public (INPUT). 

## Filmographie
| Année | Film                    | Rôle       | Genre         | Réf.  |
| ----- | ----------------------- | ---------- | ------------- | ----- |
| 1992  | L'Eau potable d'Anazive | Directeur  | Film          |       |
| 1993  | Le savon de l'espoir    | Directeur  | Film          |       |
| 1993  | Vivre du poisson        | Directeur  | Documentaire  | [ 8 ] |
| 1995  | L'Eau sacrée            | Directeur  | Court métrage |       |
| 1995  | Femmes Moba             | Directeur  | Court métrage |       |
| 2002  | Le Dilemme d'Eya        | Directeur  | Court métrage |       |
| 2006  | Nyo Deal au Togo        | Directeur  | Court métrage | [ 9 ] |
| 2008  | Déráyò Arúgbó           | Scénariste | Film          |       |